# Drysdalia
Drysdalia är ett släkte av ormar. Drysdalia ingår i familjen giftsnokar och underfamiljen havsormar.
Arterna är med en längd mindre än 75 cm små ormar. De förekommer i södra Australien och jagar främst ödlor som skinkar. Hos de arter där fortplantningssättet är känt lägger honor inga ägg utan föder levande ungar. Dessa ormar är nattaktiva.
Arter enligt Catalogue of Life och The Reptile Database:
- Drysdalia coronoides
- Drysdalia mastersii
- Drysdalia rhodogaster